# Danh sách chuyến lưu diễn của Christina Aguilera

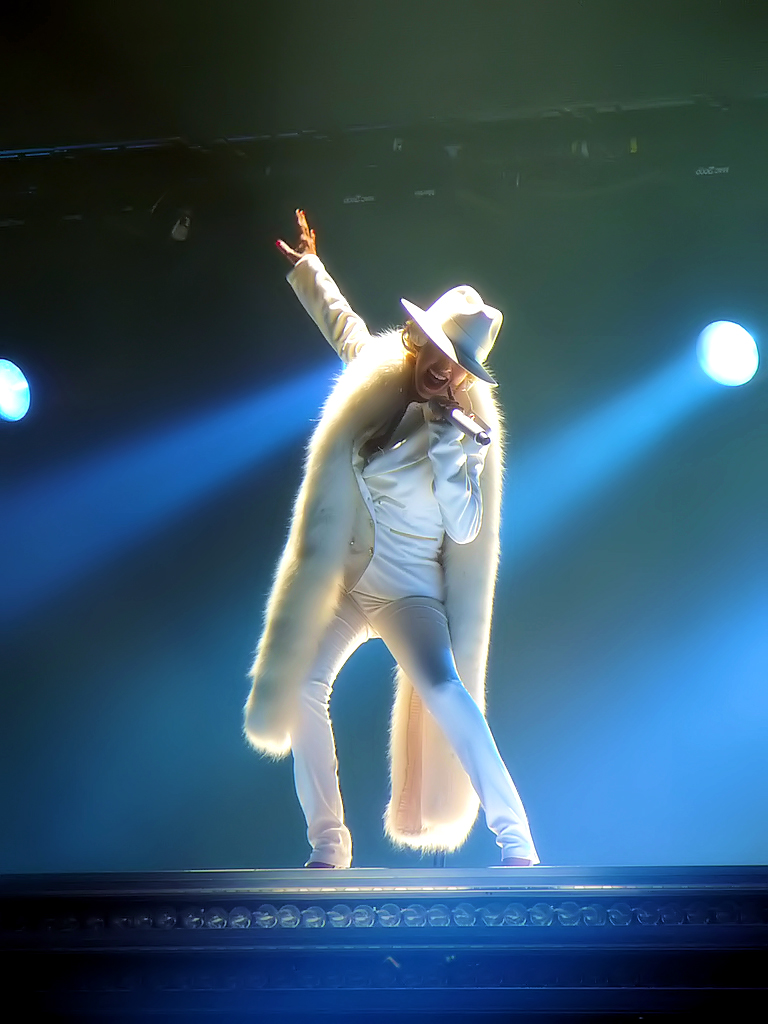
Christina Aguilera trình diễn ca khúc "Ain't No Other Man" trong chuyến lưu diễn Back to Basics Tour năm 2007.

Nữ ca sĩ, nhạc sĩ người Mỹ Christina Aguilera đã thực hiện bốn chuyến lưu diễn hòa nhạc vòng quanh thế giới. Chuyến lưu diễn đầu tiên, Christina Aguilera: In Concert được thực hiện để quảng bá cho album đầu tay mang chính tên cô và album Mi Reflejo.

## Các chuyến lưu diễn

### Chuyến lưu diễn hòa nhạc
| Năm                                                                             | Tên                            | Thời gian                                             | Số buổi biểu diễn |
| ------------------------------------------------------------------------------- | ------------------------------ | ----------------------------------------------------- | ----------------- |
| 2001/2002                                                                       | Christina Aguilera: In Concert | 1 tháng 7 năm 2000 – 1 tháng 2 năm 2001 (Toàn cầu)    | 68                |
| Chuyến lưu diễn đầu tiên, quảng bá cho album Christina Aguilera và Mi Reflejo.  |                                |                                                       |                   |
| 2003                                                                            | Justified/Stripped Tour        | 4 tháng 6 năm 2003 – 2 tháng 9 năm 2003 (Bắc Mỹ)      | 45                |
| Chuyến lưu diễn thứ hai, quảng bá cho album Stripped. Đi cùng Justin Timberlake |                                |                                                       |                   |
| 2003                                                                            | Stripped World Tour            | 22 tháng 9 năm 2003 – 17 tháng 12 năm 2003 (Toàn cầu) | 48                |
| Chuyến lưu diễn thứ ba, quảng bá cho album Stripped.                            |                                |                                                       |                   |
| 2006/2007                                                                       | Back to Basics Tour            | 17 tháng 11 năm 2006 – 27 tháng 7 năm 2007 (Toàn cầu) | 82                |
| Chuyến lưu diễn thứ tư, quảng bá cho album Back to Basics.                      |                                |                                                       |                   |

### Các chuyến lưu diễn bị hủy
| Năm                                          | Tên                            | Thời gian                                          | Số buổi biểu diễn |
| -------------------------------------------- | ------------------------------ | -------------------------------------------------- | ----------------- |
| 2004                                         | Stripped: The 2004 Summer Tour | 8 tháng 1 năm 2004 – 27 tháng 1 năm 2004 (Bắc Mỹ)  | 27                |
| Chuyến lưu diễn quảng bá cho album Stripped. |                                |                                                    |                   |
| 2010                                         | The Bionic Tour                | 17 tháng 7 năm 2010 – 19 tháng 8 năm 2010 (Bắc Mỹ) | 28                |
| Chuyến lưu diễn quảng bá cho album Bionic.   |                                |                                                    |                   |